# 판타스티코
《판타스티코》(포르투갈어: Fantástico)는 브라질의 뉴스 매거진 프로그램이다.

## 같이 보기
- 헤지 글로부